# Aribates javensis
Aribates javensis (лат.) — вид мирмекофильных клещей из подотряда Oribatida, единственный в составе монотипических рода Aribates и семейства Aribatidae. Западная Ява, Индонезия. Обнаружены в гнёздах муравьёв Myrmecina. Длина 660—710 мкм, ширина 430—580 мкм, высота 450—580 мкм. Тело округлое, сверху полушаровидное, сильно склеротизованное. Нотогастр с 10 парами длинных простых щетинок. Птероморфы отсутствуют. Название рода Aribates происходит от японского слова «Ari» (муравей) и от названия всей группы панцирных клещей Oribates.